# Дроботенко Сергій Анатолійович
Сергій Анатолійович Дроботенко (рос. Сергей Анатольевич Дроботенко; 14 вересня 1969, Дніпропетровськ, УРСР) — російський гуморист українського походження, письменник-сатирик, актор, драматург і телеведучий.

## Біографія
Народився 14 вересня 1969 р. в місті Дніпропетровськ, Української РСР.
Коли майбутньому артистові виповнилося три роки, батьки з маленьким Сергієм переїхали на постійне місце проживання в Сибір, місто Омськ.

### Освіта
Навчався в середній загальноосвітній школі № 64, пізніше перевівся в школу № 11, де закінчив десятирічку. Навчаючись у школі, Сергій отримував вищі оцінки з усіх предметів, за що, за словами артиста, не зажив особливої популярності серед однолітків. Майбутній артист цікавився сценою з малих літ, під час навчання в школі Дроботенко був учасником хору.
Закінчивши школу, склав вступні іспити в інститут інженерів залізничного транспорту міста Омська, вступивши на перший курс кафедри автоматики та електромеханіки. У червні 1988 р. студента Дроботенка призвали на строкову службу рядовим танкових військ радянської армії на Далекому Сході, в місті Бікін. Сергій служив трохи більше року, згодом його достроково звільнено від служби і звільнено в запас у серпні 1989 р.
Після відновлення в інституті увійшов до складу інститутської команди Клубу Веселих та Кмітливих і став її капітаном. У сезоні ігор 1991 р. команда під його керівництвом вийшла у фінальний етап міської першості КВК. Паралельно з навчанням нюансів професії інженера в ОмІІТ майбутній комік навчався акторської майстерності в акторській студії. Її він закінчив у рік закінчення інституту — 1992 р. Його розподілено в ліцей залізничників — читати лекції з електротехніки.

### Кар'єра
У 1993 р. почав працювати в омській філії станції «Європа + Омськ». Розпочав організацію власного студентського театру, що спеціалізувався на постановці естрадних мініатюр. Театр називався «БІС». 1994 рік приніс першу нагороду Сергієві як автору — фестиваль «БУМ», для театрів естрадних мініатюр, відзначив гран-прі авторський спектакль Дроботенка «Любов і сало». До 1997 р., беручи участь у різних конкурсах і фестивалях міст Омськ і Томськ, артист отримав безліч нагород і премій.

### Шлях до слави
У листопаді 1996 р., в БК «Зоряний», що в Омську, за повного аншлагу відбувся перший сольний виступ.
14 січня 1998 р. переїхав з міста Омськ у Москву, де незабаром відбувся його дебют на великій естраді — сцені державної центральної концертної зали «Росія», в шоу «Ах, анекдот, анекдот». По деякому часі Дроботенко став писати сценарії для цієї програми в ролі штатного сценариста на телеканалі «ТВ Центр».
В конкурсі артистів жанрів гумору і сатири, в вересні 1999-го, артист посів призове третє місце. Гран-прі цього конкурсу виграв Юрій Гальцев, перше і друге місце відповідно посіли Вєрка Сердючка і Максим Галкін. Беручи участь у цьому конкурсі, артист потоваришував із пародистом Галкіним, з яким 2000-го року вони стали виконувати номери в програмах Михайла Задорнова.
В 2003-му випустив CD-диск (в 2005-му — DVD-диск) «И смех, и грех». У 2004 р., в місті Ялта, він виступав на фестивалі гумору з мініатюрою «Студент на экзамен». Там його відзначено в номінації «Глядацькі симпатії».
2005-й рік почався для Дроботенка з прем'єри в ГЦКЗ «Росія» великої сольної програми «Просто хороший концерт». Артист багато гастролював із цією програмою, об'їхав Росію, країни ближнього закордоння, виступав у Німеччині, Ізраїлі.
З 2008 р. артист грає в антрепризах.
На рахунку автора майже сотня монологів, мініатюр, інтермедій. З його текстами на естраді виступали Юхим Шифрін, Олена Степаненко, Володимир Винокур, Ян Арлазоров та інші.

## Особисте життя
Неодружений. Дітей немає. Зріст — 1,75 м.